# Iria pilosella
Iria pilosella är en insektsart som beskrevs av Carl Stål. Iria pilosella ingår i släktet Iria och familjen hornstritar. Inga underarter finns listade i Catalogue of Life.